# کراینیتسی
کراینیتسی (به بلغاری: Kraynitsi) یک منطقهٔ مسکونی در بلغارستان است که در شهرستان دوپنیتسا واقع شده‌است.